# S
La S és la dinovena lletra de l'alfabet català i quinzena de les consonants. El seu nom és essa, es o esse.
L'origen de la lletra seria semític Šîn (bow) era pronunciat com en català la xeix en xarop. En grec, aquest fonema no existia però si el de essa de manera que és el so que adoptà la lletra grega, σιγμα (sigma) que n'evolucionà. El nom "sigma" probablement prové de la lletra semítica "Sâmek" i no "Šîn". En etrusc i llatí, el valor de /s/ es va mantenir i només en els idiomes moderns, l'essa va representar altres sons com el de xeix en hongarès o /z/ en català, anglès, francès i alemany.

## Fonètica
En català es pronuncia com un fonema sibilant alveolar sonora (com sempre la zeta) entre vocals (casa /càzə/), després de paraules que continguin els mots fons (enfonsar /ənfunzà/) i dins (endinsar /əndinzà/) quan es lliguen paraules que acaben amb essa i que comencen per un so sonor (les dones /ləz donəs/). En canvi si va a començament de mot (sopa) o entre consonant i vocal (cansat) o a final de mot sense lligar-se (és teu) es pronuncia sibilant alveolar sorda (com sempre la ce trencada). Cal dir que en els parlars apitxats només es pronuncia aquest darrer so (les dones /les dones/) i que si es lliga amb una paraula que comença en erra deixa de pronunciar-se (les roques /lə rrokəs/; els ratolins /əl rratulíns/). La S llatina majúscula ve del fenici i hebreu antic (forma jacent); passada als grecs (forma erecta) i als etruscs (on perd un dels quatre traços originaris) i a la majoria d'alfabets itàlics, on d'angular passa a sinuosa. La S romana clàssica consta de tres traços: el primer, sinuós, de dalt a baix i els altres dos corbats als extrems superior i inferior del primer. Per la velocitat es corba ben aviat i pren unes formes més simples en executar-se el primer i el segon traç en un sol temps, en direcció gairebé vertical i només corbat a l'extrem inferior cap a l'esquerra.

## Significat de S
- Bioquímica: en majúscula és el símbol de la serina.
- Cronologia: Al calendari pot ser l'abreviatura de setembre. En minúscula és el símbol del segon i en majúscula de segle
- Física: Hi ha unes ones S a un terratrèmol. Designa l'entropia
- Lingüística: Pot ser l'abreviatura de subjecte o sintagma. També és el morfema del plural de moltes llengües romàniques
- Química: S és el símbol de l'element químic sofre.
- Cinema eròtic: Durant la transició a la democràcia (1977-1984), el cinema eròtic que s'estrenava a Espanya duia l'anagrama S per advertir que podia ferir la sensibilitat de l'espectador
- Símbols: Representa el sud. El dòlar es representa amb una S creuada per una o dues ratlles ($). Indica talla petita (small) al tèxtil.

## Símbols derivats o relacionats
| Caràcter | Descripció              | Unicode (maj./min.) | Html (maj./min.) | Notes d'ús               |
| -------- | ----------------------- | ------------------- | ---------------- | ------------------------ |
| Ś        | S amb accent agut       | U+015A U+015B       |                  | polonès                  |
| Ŝ        | S amb accent circumflex | U+015C U+015D       |                  | esperanto                |
| Š        | S amb anticircumflex    | U+0160 U+0161       |                  | txec, eslové etc.        |
| Ş        | S amb cedilla           | U+015E U+015F       |                  | turc                     |
| Ș        | S amb coma inferior     | U+0218 U+0219       |                  | romanès                  |
| Ṡ        | S amb punt superior     | U+1E60 U+1E61       |                  | irlandès                 |
| Ṣ        | S amb punt inferior     | U+1E62 U+1E63       |                  | (transcripció de l'àrab) |
| ß        | Lligatura eszet         | U+00DF              | &szlig;          | alemany, només minúscula |
| Ʃ ʃ      | Esh                     | U+01A9 U+0283       |                  | AFI                      |
| ſ        | S llarga                | U+017F              |                  |                          |
| $        | dòlar                   | U+0024              |                  |                          |
| ∑        | sumatori                | U+2211              |                  |                          |
| §        | signe de secció         | U+00A7              | &sect;           |                          |